# تورا-سان، روشنفکر
تورا-سان، روشنفکر (انگلیسی: Tora-san, the Intellectual) یک فیلم کمدی ژاپنی محصول ۱۹۷۵ به کارگردانی یوجی یامادا است. این فیلم شانزدهمین فیلم از مجموعه محبوب و طولانی‌مدت اوتوکو وا تسورای یو است. در این قسمت فومیئه کاشییاما در نقش عشق او یا «مدونا» بازی می‌کنند.

## خلاصه
تورا سان به مغازه خانواده اش در شیباماتا، توکیو بازمی‌گردد و خانواده اش به او از شک خود می‌گویند که او را پدر یک دختر ۱۷ ساله به نام «جونکو موگامی» (با بازیگری جونکو ساکورادا) می‌دانند. معلوم می‌شود که تورا سان تنها پس از ترک همسرش به مادر دختر کمک کرده‌است. تورا سان شیفته یک دختر دانشجوی باستان‌شناسی (فومیئه کاشییاما) می‌شود که مدتی به عنوان مستأجر با خانواده اش می‌ماند و سعی می‌کند برای نزدیک شدن به او به فعالیت‌های فکری بپردازد.

## ارزیابی انتقادی
یک بررسی در سال ۱۹۷۷ در "نیویورک تایمز" "تورا سان، روشنفکر" را "واقعاً گرم و جذاب" ارزیابی کرد. این نقد اظهار داشت که فیلمنامه یوجی یامادا «پیچیده» و کارگردانی آن «ناهموار» است، اما «آقای یامادا در شکل‌دهی یک داستان رنگارنگ و پرتحرک کاملاً حرفه‌ای است» و این فیلم در کل «پروژه زندگی خانوادگی ژاپنی و روابط واقعی و محبت‌آمیز معاصر است.» سایت آلمانی زبان molodezhnaja به «تورا سان، روشنفکر» سه و نیم ستاره از پنج ستاره می‌دهد.